# Gottfrid Strömberg
Axel Gottfrid Strömberg, född 17 december 1863 på Kurimo bruk i Utajärvi, död 3 maj 1938 i Helsingfors, var en finländsk elingenjör och industriman, bergsråd (1933).
Gottfrid Strömberg var son till bergsingenjören och bruksägaren i Varkaus Johan Edvard Strömberg och Anna Kristina Amalia Bärlund. Han växte från nio års ålder upp i Varkaus. Han gick i skola i Åbo och utbildade sig till maskiningenjör på Polytekniska institutet i Helsingfors, med examen 1885. Därefter kompletterade han sina studier med elektroteknik i Berlin och Hannover i Tyskland. Han var lärare vid Polytekniska institutet 1887–94. År 1889 grundade han vid Eriksgatan i Helsingfors en elektrisk-teknisk fabrik, Oy Strömberg Ab, vars VD han var fram till 1919 och ordförande i styrelsen till 1924. 
Han var i första äktenskapet gift med Johanna Charlotta Erling från 1887 och efter skilsmässa i andra äktenskapet med Elsa Elisabeth Andersson 1919. Han fick med Elsa Elisabeth Andersson tre döttrar.
Gottfrid Strömberg har gett namn till Strömbergsparken i Sockenbacka i Helsingfors.